# HMS Martin (G44)
L'HMS Martin (Pennant number G44), dodicesima nave da guerra britannica a portare questo nome, è stato un cacciatorpediniere classe M della Royal Navy. Costruito nei cantieri Vickers-Armstrongs di Newcastle, venne impostato il 23 ottobre 1939, varato il 12 dicembre 1940 ed entrò in servizio il 4 aprile 1942.

## Servizio
Al momento dell'ingresso in servizio l'unità venne assegnata alla 17 Flottiglia cacciatorpediniere della Home Fleet con base a Scapa Flow. Dal 28 aprile partecipò alla scorta a distanza per il convoglio PQ15, diretto in Unione Sovietica e per il precedente convoglio di ritorno da Murmansk. Il 7 maggio, con l'arrivo del convoglio a Reykjavík venne assegnata al controllo delle acque nordoccidentali del Regno Unito, sulla rotta d'arrivo dei convogli dagli Stati Uniti. Il 23 maggio venne assegnata alla scorta ravvicinata ad un nuovo convoglio artico, il PQ16, insieme ai cacciatorpediniere Achates, Ashanti, Volunteer e al polacco ORP Garland. Dal 26 maggio il convoglio venne sottoposto a ripetuti attacchi aerei e subacquei, durante i quali la Martin rimase danneggiata da bombe esplose nei pressi dello scafo. All'arrivo del convoglio nelle acque della penisola di Kola, quattro giorni dopo, l'unità venne distaccata per tornare in patria da sola ed essere sottoposta a riparazioni, che iniziarono il 6 giugno.
Tornata in servizio venne assegnata alla scorta a distanza al convoglio artico PQ17. In seguito ad una serie di violenti attacchi l'Ammiragliato, avendo ricevuto informazioni secondo cui unità di superficie tedesche stessero per intercettare il convoglio, ordinò alle navi di disperdersi, rendendo così più vulnerabili i mercantili agli attacchi aerei e sottomarini. Dal 4 luglio, la Martin scortò quindi il convoglio di ritorno QP13, giungendo in Islanda tre giorni dopo. Il 20 luglio venne inviata a Murmansk insieme ai cacciatorpediniere Marne, Middleton e Blankney con munizioni e rifornimenti per le navi di scorta del convoglio PQ17 che erano in attesa di effettuare la traversata di ritorno. Giunta a destinazione quattro giorni dopo, tornò in patria indipendentemente riprendendo i compiti di pattuglia nelle acque nordoccidentali. Il 13 agosto venne inviata insieme al cacciatorpediniere Marne ad incontrare le unità della US Navy USS Tuscaloosa, Rodman e USS Emmons impegnati nel trasporto di medicinali e di personale della Royal Air Force ad Arcangelo per scortarle durante la navigazione. Tornata in patria alla fine del mese, venne impiegata dal 9 settembre nella scorta al convoglio artico PQ18 e assegnata alla protezione dell'incrociatore Scylla. Dal 17 settembre scortò il convoglio di ritorno tornando quindi alla base.
In ottobre venne deciso il trasferimento dell'unità nel Mediterraneo, presso la forza H di base a Gibilterra, in appoggio ai previsti sbarchi in nordafrica (Operazione Torch). Giunta a destinazione il 1º novembre, venne schierata insieme alle navi da battaglia Duke of York, Nelson e Rodney, all'incrociatore da battaglia Renown e alle portaerei Victorious, Avenger, Biter e Dasher. Dal 6 novembre venne schierata a protezione della task force orientale, con compiti anche di bombardamento di obiettivi a terra. Fu presente durante lo sbarco ad Algeri, fornendo protezione alle unità schierate. Il 10 novembre, durante la scorta ad un convoglio militare coinvolto nell'operazione, venne colpita da tre siluri lanciati dall'U-431, affondando poco dopo circa 85 miglia a nord di Algeri. Solo 63 uomini dell'equipaggio sopravvissero.